# 甲府事件
甲府事件（こうふじけん）とは、1975年に山梨県甲府市にて、小学生が未確認飛行物体（以下UFO）と宇宙人らしき搭乗者を目撃したとされる事件である。日本国内におけるUFOや宇宙人関連の情報として著名な事例の一つと見なされている。

## 概要
1975年2月23日午後6時頃、甲府市立山城小学校2年生のいとこ同士の男子児童AとBの2名が帰宅途中にオレンジ色のUFOを目撃した。
児童の話によると、UFOは二人を追いかけるように飛行して来たため、逃げて付近の墓地に隠れたという。これにより彼らはUFOを見失うが、程なくブドウ畑に降り立ったUFOを再度発見し、機体から現れたチョコレート色でシワシワののっぺらぼう状態の搭乗者を目撃する。児童のうちAは背後に回り込んだ搭乗者に肩をたたかれ、恐怖でその場に座り込んでしまうが、もう1人のBはAを背負うようにしてその場から逃げて家族を呼びに行き、家族が駆けつけた際には搭乗者の姿はなく燃えるような物体がブドウ畑にあったという。児童1人の母親は空に銀色の物体が回転していたと証言し、父親は消えかかる光を見たと述べた。当時の母親の目撃証言は録音されておりテレビ番組で公開されている。
目撃した児童とその家族の証言に加え、甲府市環境センターの管理人も少年たちがローラースケートで遊んでいた場所の上空で光体を目撃したと証言している。また、7年後の1982年には、UFO着陸現場付近を車で走行中だった保険外交員の女性が、その搭乗者らしき人物に遭遇したと語っている。このため児童2人の話は真実味を帯びたとされ、全国で話題となった。

## 調査
山梨日日新聞の協力により、現地調査が行われた。
現場のブドウ畑では、3本のコンクリート柱が倒壊しており、それらの柱を覆っていた金網は重量物を乗せたかのように大きく広がっていた。地面には数か所の穴が開いていて、リヤカーの轍のごとき跡が残っていた。
これらの報告を受けて近くの高校教員前田進が現地の調査を行っている。その結果、UFOが着陸していたとされる場所からは人工的な残留放射能を検出したと一部のマスコミが報じた。半減期の短い事が人工の根拠とされている。
しかし柱が折れているのに木々には一切傷がなかったり、円盤の大きさだと柱の間を通るのは物理的に不可能など、疑問点が多くあるにも関わらず、その点についてあまり問題視がされていないため、この事件は信憑性に謎がある。。

## その後
事件に遭遇した男児のうち一人は多くの取材を受けたものの、自身の話を信じる人がいる一方で家族や親戚ぐるみによる作り話ではないかと疑う者もおり、やがて自身の体験を話すことを控えるようになった。一時期は県外で仕事に携わっていたが、甲府市内に戻った際に街に活気がなくなっているのを寂しく感じたという。2025年2月23日に事件発生から50年となることを記念して、一般社団法人『UFOKOFU1975』がイベントを甲府市内で企画するなど事件をきっかけした地域おこしの動きが活発化したことを受け自身も協力を決意。長期間にわたり断り続けてきたテレビの取材にも久々に応じ、記念イベントにも姿を見せた。同イベントではUFOにちなむ落語やコンサートが行われた。